# Internet Protocol Television
Mit Internet Protocol Television (IPTV) wird die Übertragung von Fernsehprogrammen und Filmen mit Hilfe des Internet Protocols bezeichnet. Im Unterschied dazu stehen die breitbandigen Übertragungsverfahren DVB-S (über Satellit), DVB-T (über terrestrische Antennen) oder DVB-C (über Breitband-Kabel). IPTV ist damit ein Gattungsbegriff, der in sehr vielen unterschiedlichen Ausprägungen anzutreffen ist. Die unterschiedlichen Ausprägungen reichen vom einfachen IPTV über Computer oder Handy bis hin zu speziellen Endgeräten, bei denen der Benutzer gar nicht bemerkt, dass er das Internet dazu nutzt, weil er über den Fernseher eine Set-Top-Box bedient wie etwa bei Apple TV oder T-Home Media Receiver 300.

## Definition
Der Begriff IPTV wird nicht einheitlich verwendet. Nachfolgend die bekanntesten Definitionen:
- Die Internationale Fernmeldeunion definiert IPTV sehr weit als „Multimediadienste“, wie Fernsehen, Video, Audio, Texte, Bilder und Daten, die über IP-basierende Netze übertragen werden und das benötigte Maß an Qualität (QoS/QoE), Sicherheit, Interaktivität und Zuverlässigkeit bereitstellen.[1]
- Der Deutsche IPTV-Verband definiert in seiner Satzung IPTV als die Übertragung von Bewegtbildern mit Hilfe des Internet Protokolls unter Verwendung beliebiger Endgeräte (mobil, stationär etc.) und aller Formen IP-fähiger Netze (offene und geschlossene Netze). Der Betrieb von IPTV in geschlossenen Netzen wird Secure IPTV genannt. Wird hingegen das Internet als Übertragungsnetz verwendet, spricht man von Internetfernsehen oder Webfernsehen/Web-TV. Mobile IPTV wiederum erlaubt eine ortsunabhängige IPTV-Nutzung durch die Verwendung einer Funkverbindung zu einem IP-basierten Netz.[2]
- Die Deutsche TV-Plattform definierte, bei der Gründungssitzung ihrer „Arbeitsgruppe IPTV“ im Herbst 2007, das „so genannte IPTV“ als „eine neue Verbreitungsform auf der Basis des ‚Internet Protocol‘ (IP)“, und grenzte diese dabei auch gegen das Internetfernsehen wie folgt ab:[3]
  - Beim IPTV wird von einem Telekommunikations-Anbieter einem bestimmten Nutzerkreis – den Abonnenten – ein festes Programmbouquet mit definierter Qualität in seinem Breitbandnetz zur Verfügung gestellt.
  - Im Unterschied dazu können beim Internet-Fernsehen („TV over Internet“) beliebige Inhalte und Programme, die frei verfügbar im Netz zugänglich sind, zu jeder Zeit und überall von jedermann heruntergeladen werden.
- In einer Stellungnahme zur aktuellen Rechtslage definieren Kempermann/Pieper[4] IPTV als einen Fernsehdienst über ein geschlossenes Netz.
- Einige Anbieter von Programminhalten verstehen unter IPTV den frei zugänglichen Transport von Bewegtbildern über das Internet. Bei dieser Begriffsverwendung steht der freie Zugriff auf die Inhalte im Vordergrund und weniger der Aspekt der gesicherten Übertragung im Netz.

## Regionale Angebote
Frankreich galt im Juni 2008 mit 8,5 Millionen IPTV-Kunden im Vergleich zu 6 Millionen Kunden für Kabelfernsehen als größter IPTV-Markt, auch aufgrund der geringen technischen Reichweite von Kabelfernsehen (nur ein Viertel der Haushalte werden erreicht) und der vergleichsweise geringen Programmvielfalt im DVB-T-Angebot. Auch in Hongkong haben die Nutzerzahlen von IPTV jene des Kabelfernsehens überholt. Im Vergleich dazu empfingen in Deutschland nur 0,4 % aller Fernsehhaushalte bzw. 1 % aller Breitbandhaushalte IPTV.
Seither hat sich auch in Deutschland einiges getan: 2021 wuchs die Zahl der Nutzer, die IPTV wenigstens an ihrem Hauptgerät empfangen, auf 3,24 Millionen Haushalte an. Dies entspricht einem Anteil von 8,6 %.
In Deutschland wird IPTV, je nach Einstufung des Angebots, durch das Telemediengesetz 2007 und/oder durch den Rundfunkstaatsvertrag reguliert.
Als wichtige Merkmale von IPTV werden die Unterstützung des Next Generation Network, Bidirektionale Netze, Echtzeit- und Nicht-Echtzeitdienste angegeben. Der DVB-Standard für IPTV nennt sich DVB-IPTV.

## Übertragungsverfahren

### Offenes Internet vs. geschlossene Netze
IPTV wird bei der Verbreitung über einen Telekommunikationsdienstleister mittels eines geschlossenen Datennetzes angeboten. Dank neuer Videodatenkompressionen und Breitband-Internetzugang wird es möglich, Fernsehen oder Videos auch über das offene Internet anzubieten. Diese Form wird zum Teil auch Internetfernsehen genannt. Im Gegensatz zu IPTV über geschlossene Netze und herkömmlichem Fernsehen ist für frei verfügbares Internetfernsehen keine Funktionsgewähr gegeben, da kein Internet-Provider eine Mindestbandbreite garantiert. Es ist außerdem technisch möglich, dass ein Internetzugangsanbieter die Bandbreite konkurrierender Dienste reglementiert. Inwieweit ein solches Vorgehen zulässig ist, wird derzeit unter dem Stichwort Netzneutralität politisch diskutiert.
Hinsichtlich der prinzipiellen Funktionsmöglichkeiten sind beide Ausprägungen IPTV über geschlossene Netze und frei zugängliches IPTV (Übertragung über das Internet oder über ein Hochverfügbarkeitsnetz) weitgehend identisch. Mit Hilfe von clientseitiger Puffertechnik, die die Schwankungen der Download-Leistung aus offenen Netzen temporär und im statistischen Mittel ausgleichen kann, genügen nach einer WDR-Studie je nach Bildgröße bereits Datenraten mit mehr als 2,5 MBit/s Download-Leistung, um eine angemessene Videoqualität zu erreichen. Bei ständig steigender Datenrate werden spezielle Netze sehr schnell überflüssig sein und haben heute schon Probleme, sich am Markt durchzusetzen.
Neben der technischen gibt es auch eine rechtliche Sichtweise. Die meisten Anbieter verbreiten die Signale auf Basis von Verträgen mit den Sendern zur Kabelweitersendung. Diese schließen jedoch meistens unter Hinweis auf §20b UrhG eine Verbreitung über das eigene Netz hinaus aus. Über fremde Netze (u. a. auch 3G- oder LTE-Netze) dürfen die Signale nicht übertragen werden.
Befürworter von IPTV über geschlossene Netze wenden ein, dass der Bestand an hochauflösenden Fernsehern in den Haushalten derzeit stetig steigt und diese Bandbreiten von mehr als 4 Mbit/s für eine angemessene SDTV-Bildqualität benötigen. Für HDTV wären Datenraten mit mehr als 8 Mbit/s nötig; außerdem sollen je Haushalt auch mehrere Fernsehgeräte zeitgleich betrieben werden können, was eine jeweilige Vervielfachung des Bandbreitenbedarfs bewirken würde. IPTV-Befürworter gehen deshalb von einem künftigen Bedarf an Internet-Bandbreite von mindestens 30–50 Mbit/s je Haushalt aus und sind der Ansicht, dass solche Bandbreiten, sowie eine IPTV-ähnliche Dienstgüte im offenen Internet mittelfristig nicht garantiert werden kann.

### Client-Server vs. Peer-to-Peer
Die Videodaten werden von netzbasierten Video-Servern an die Clients übertragen. Die im Netz dadurch verursachte Last wird durch die räumliche Verteilung der Video-Server im Netz bestimmt. Bei Konzentration der Video-Server an einer Lokalität kommt es durch die sternförmige Verteilung sehr schnell zu Überlastungen des Netzes.
Bei einer Peer-to-Peer Verbindung hingegen werden die Videodaten nicht von einem zentralen Server übertragen, sondern der Empfänger sammelt die Videodaten eines Beitrages von vielen verteilten Servern (meist von anderen Nutzern) auf. Durch diesen dezentralen Algorithmus können die Videodaten in einzelnen Netzabschnitten auch mehrfach oder in beide Richtungen gleichzeitig übertragen werden.

### Unicast vs. Multicast
Bei der Datenübertragung vom Streamingserver des Senders zum IPTV-Empfangssystem gibt es zwei Verfahren:
- Unicast: Beim Unicast steht jedem Zuschauer ein individueller Datenstrom zur Verfügung. Dadurch kann der Zuschauer den Startpunkt einer Sendung oder eines Videobeitrages individuell bestimmen (Video-on-Demand-Dienst). Dieses führt parallel zu einer erhöhten Netzbelastung, da jeder Stream Bandbreite benötigt.
- Multicast: Beim Multicast-Verfahren erhalten gleichzeitig alle Empfänger dieselben Daten vom Sender. Dadurch ist zunächst nur lineares Broadcastsystem möglich (linear, da die Reihenfolge der Sendungen nicht vom Benutzer beeinflussbar ist). Das entspricht im Wesentlichen dem Prinzip des Rundfunks. Gegenüber Unicast hat Multicast den Vorteil, dass die Netzlast für den Sender nicht mit der Anzahl der Teilnehmer steigt. In Empfängernetzwerken steigt die Netzlast dennoch erheblich. Allerdings ist ein Video-on-Demand-Dienst nicht möglich. Als Kompromiss besteht die Möglichkeit, einen Near-Video-on-Demand-Dienst anzubieten, bei dem das Video wiederholt zeitversetzt ausgestrahlt wird. Die maximale Wartezeit auf ein Video ist dann das Zeitintervall der Wiederholungen.

### Datenübertragungsrate
Die notwendige Datenübertragungsrate, um Bewegtbilder vom Sender zum Empfänger zu übertragen, ist von der verwendeten Kodierung abhängig. Übliche Faktoren sind:
- Bildgröße
- Farbtiefe
- Bildveränderungen
- Anzahl der Audio-Kanäle
- evtl. synchrone Zusatzinformationen

Üblich verwendete Kodierungsverfahren sind VC1 und H.264. Für eine PAL- oder (SDTV)-Qualität (Standard Definition Television) wird eine Datenrate von durchschnittlich 2–6 Mbit/s benötigt. Für HDTV ist eine Datenübertragungsrate von durchschnittlich 6–16 Mbit/s notwendig. Dazu ist ein Breitbandanschluss zum Teilnehmer notwendig (beispielsweise DSL, ADSL2/VDSL, Kabelmodem).

## Sat-over-IP-Technik
Als eine neue Variante zum Satellitendirektempfang ist die sogenannte Sat-over-IP-Technik (auch SAT>IP genannt) zu nennen. Sie ermöglicht das Umsetzen der Sat-Signale von DVB-S und DVB-S2 in der Nähe der Empfangseinheit (LNB) in IP-Pakete zur Verteilung in lokalen Netzen. Der Fernsehempfang kann dann über entsprechende DLNA-Clients erfolgen.

## Empfangsgeräte
IPTV über geschlossene Netze benötigt aus technischen Gründen ein vom IPTV-Veranstalter freigegebenes Gerät (Set-Top-Box) für den Empfang auf dem Fernseher. Für den Empfang auf dem PC muss der Nutzer die Multicast-Adressen der Fernsehstreams kennen, um die Programme mit entsprechender Software (beispielsweise VLC-Player) empfangen zu können. Ein Programmangebot kann aus urheberrechtlichen Gründen auf eine bestimmte Art einer Ausgabe (PC oder Set-Top-Box, Fernseher u. a.) beschränkt sein. Diese Grenzen verschwimmen jedoch dadurch, dass PCs an den Fernseher angeschlossen werden oder TV-Signale auf dem PC abgespielt werden können.
Das Endgerät empfängt beim IPTV Datenströme über eine Internetanbindung, teilt diese in Unterströme auf (Audio, Video, Daten etc.), dekodiert und liefert ein Bild- und Audiosignal an die Video-Audio-Ausgabeeinheit. Aus lizenzrechtlichen Gründen erfolgt durch die Set-Top-Box auch häufig eine Entschlüsselung der Videosignale. Dieses ist der hauptsächliche Grund für die Anbieter nur bestimmte Boxen zuzulassen.
Folgende IPTV-Endgeräte gibt es:
- PC: In der Regel ist lediglich eine Softwareinstallation notwendig (beispielsweise MediaPortal oder LinuxMCE), dabei ist auch eine Bildausgabe über ein TV-Gerät möglich.
- UMTS-Handys und andere mobile Endgeräte mit großem Display sind IPTV-tauglich (siehe: Mobiles Fernsehen).
- Set-Top-Box: Dazu wird die IPTV-Set-Top-Box im Allgemeinen auf der einen Seite an den Router (Internetanschluss) angeschlossen und auf der anderen Seite an die SCART-Buchse oder den HDMI-Eingang des Fernsehers. Reine IPTV-Fernsehgeräte gibt es derzeit erst wenige auf dem Markt, aber es existieren mittlerweile Flachbildschirme (LCD- bzw. LED-Fernsehgeräte) mit integriertem Internet-Anschluss (LAN/WLAN) sowie der notwendigen Software
- IP-Box: proprietäre Boxen um den Fernseher mit dem Internet zu verbinden, beispielsweise AppleTV, Boxee/DLink, oder Boxen basierend auf der Software Google-TV
- Digital Signage und andere Werbe- und Informationsanzeigesysteme. (Der Rückkanal wird selten verwendet.)
- Kiosksysteme, bei dem Videodaten angezeigt werden.
- Spielkonsole: Hardwareanordnung ähnlich wie bei Set-Top-Boxen.[14]
- Emulatoren: Stalker-Player/ProgDVB

## IPTV-Dienste und interaktive Zusatzfunktionen
IPTV bietet mehr als die klassische Fernsehbildübertragung. Durch den integralen Rückkanal des IPTV eröffnet sich eine Vielzahl von Funktionen für den Zuschauer, die teilweise auch aus dem interaktiven Fernsehen, von DVD-Spielern oder Videorekordern bekannt sind.
- Suche nach und Empfehlung von Videobeiträgen oder Fernsehsendern. Die Suche geschieht durch Angabe von Klartextanfragen oder mit Hilfe des Zuschauer-Profils, das die Vorlieben kennt (TiVo). Diese Angaben werden mit Metainformationen (Tags), Ergebnissen von Bilderkennungssystemen und Algorithmen des semantischen Netzes verglichen und adäquate Vorschläge generiert (siehe auch Theseus).
- Video-on-Demand (oder auch Datenbankfernsehen) ermöglicht das Abspielen eines beliebigen Videobeitrags zu einer beliebigen Zeit. (Video-Podcast wird oft synonym gebraucht.[15])
- Near-Video-on-Demand: Ermöglicht das Abspielen eines beliebigen Videobeitrags zu fest vorgegebenen Anfangszeiten.
- Timeshift-Fernsehen ist ein eingeschränkter Video-On-Demand-Dienst, bei dem der Zuschauer nur auf Inhalte zugreifen kann, die er vorher auf einem Speichermedium (meist Festplatte) im Endgerät (PVR-Videorecorder) oder serverseitig (nPVR – network(based)-Personal-Video-Recorder) aufgezeichnet hat.
- Zugriff auf elektronische Programmzeitschriften
- Untertitel
- Teletext
- Zuschaltung von Mehrkanalton und Fremdsprachenkanälen
- Kauftransaktionen und T-Commerce
- Funktionen des Web 2.0:
  - Der Zuschauer kann Empfehlungen auf, Kommentare über und Stichwörter für Videobeiträge und IPTV-Sender abgeben und dadurch die Qualität des Services verbessern.
  - Der Zuschauer kann individuelle Playlisten (Zusammenstellungen von Videobeiträgen) erstellen und sie anderen Zuschauern zur Verfügung stellen. Die Redaktion (Auswahl und Reihenfolge) wird zum Zuschauer verlagert.
  - Das Hochladen von Videobeiträgen.

## Rechtliche Aspekte
Ein deutscher Anbieter eines IPTV-Angebots muss eine Reihe von Landes-, Staats- und supranationalen Gesetzen und Verordnungen beachten.
Die wesentlichen Komponenten sind nach der Neuregelung im Jahr 2006:
- der Rundfunkstaatsvertrag (RStV) in seiner 9. Fassung (gültig seit März 2008), bzw. 10. Fassung (gültig ab 1. September 2008), und im Zusammenspiel damit
- das Telemediengesetz (TMG)
- das Urheberrechtsgesetz (UrhG). Nach § 87 Abs. 1 Nr. 1 i. V. m. § 20b UrhG bedarf auch die Kabelweitersendung im Rahmen eines IPTV-Angebots einer Lizenz der Sendeunternehmen.
- das Landesmediengesetz des jeweiligen Bundeslandes beachten und gegebenenfalls eine Lizenz beantragen[17]
- die Richtlinie 89/552/EWG (Fernsehrichtlinie)[18]

Je nach Angebot können, wie bei jeder wirtschaftlichen Tätigkeit, weitere rechtliche Bestimmungen zur Anwendung kommen:
- Kontrolle durch die Kommission zur Ermittlung der Konzentration im Medienbereich (KEK)
- als Anbieter von Sendungen, bei denen sich die Zuschauer über Mehrwertnummern beteiligen können, das Telekommunikationsgesetz
- das Bundesdatenschutzgesetz (BDSG), sofern er personenbezogene Daten beispielsweise im Rahmen einer Zuschauerregistrierung speichert,
- den Jugendmedienschutz-Staatsvertrag beachten und einen Jugendschutzbeauftragten bestellen oder ersatzweise einer Einrichtung der freiwilligen Selbstkontrolle[19] beitreten, wenn er entwicklungsbeeinträchtigende oder jugendgefährdende Inhalte allgemein zugänglich zur Verfügung stellt oder mit einer Videosuchmaschine auf entsprechende Inhalte verweisen könnte,
- die Regelungen zum Fernabsatzrecht im BGB, wenn er mit Hilfe des Dienstes Kauf- oder Dienstverträge abschließt,
- das Gesetz gegen den unlauteren Wettbewerb (UWG) beachten, wenn er vergleichende oder irreführende Werbung betreibt,
- das Urheberrechtsgesetz (UrhG) beachten, wenn er fremdes Filmmaterial verwendet. Das gilt auch und insbesondere für User-Generated-Content-Diensteanbieter. Dabei ist er verpflichtet, eingehendes Material zu sichten und ggf. zu entfernen. Er muss ebenfalls das Urheberrecht beachten, wenn er als Kommunikationsanbieter lediglich Filme von einem Datenformat in ein anderes umwandelt oder (temporär) zwischenspeichert.[20]
- die Verordnungen der Gesellschaft für musikalische Aufführungs- und mechanische Vervielfältigungsrechte (GEMA) beachten, sofern er Musik von Dritten verwendet. In diesem Zusammenhang ist auch zu beachten, die notwendigen Synchronisationsrechte bei Musikverlagen und Tonträgerunternehmen im Einzelfall einzuholen,
- das Patentgesetz (PatG) beachten und etwaige patentierte IPTV-Ausspielverfahren nicht verwenden.

### Gewährleistung des IPTV-Anbieters
Bei IPTV gewährleistet ein IPTV-Anbieter die Funktionalität des Fernsehempfangs beim Client. Bei der Datenübertragung über das allgemeine Internet (Internetfernsehen) kann der Anbieter eine solche Gewähr nicht übernehmen, da das Netz sowie das eingesetzte Endgerät außerhalb seiner Einflusssphäre liegen.

## Wirtschaftliche Bedeutung

Weltweite Verfügbarkeit von IPTV.

### Finanzierungsmodelle
Derzeit gibt es mindestens drei Arten der Refinanzierung von IPTV:
- Zuschauerfinanziertes IPTV
  - Abonnement
  - Pay-per-View
- Werbefinanziertes IPTV, bei dem der Zuschauer neben dem gewünschten Fernsehbeitrag auch Werbung rezipieren muss,
- T-Commerce. Darunter fallen Teleshopping und andere Tele-Services (Beratung, Gewinnspiele, Wetten, Lotto, Auktionen, Spiele, Dating etc.), bei dem der Sender (in diesem Fall Mediendienstanbieter) direkt auf eine Kauftransaktion hinwirkt.

### Umsatzpotenziale und Nutzer
Bis 2012 könnten rund 2,5 Millionen Haushalte in Deutschland IPTV nutzen. Damit etabliert sich ein weiterer Fernsehübertragungsweg neben Kabel, Satellit und Antenne. Diese Prognose stammt von Goldmedia und BITKOM. Auch die mit IPTV erzielbaren direkten Erlöse steigen. Laut Studie können sie 2012 mehr als 420 Millionen Euro betragen. Die Erlösprognose berücksichtigt dabei die Grundgebühren für die Senderpakete, sowie Erlöse aus Pay-TV-Gebühren, Video-on-Demand und kostenpflichtigen Zusatzdiensten, nicht erfasst sind hingegen Werbeerlöse sowie indirekte Erlöse, die bei der Vermarktung von Triple-Play-Paketen auf Telefonie und Breitbandinternet entfallen.
Im Vergleich zu anderen EU-Ländern liegt Deutschland beim Fernsehen per Internetprotokoll derzeit zurück. So gab in Frankreich im Juni 2008 8,5 Millionen IPTV-Kunden. Auch Italien und Spanien sind deutlich weiter.

### Technische Reichweite und Marktdurchdringung
Alle oben genannten Refinanzierungsmodelle gewinnen an Bedeutung, je höher die technische Reichweite des IPTV ist (egal ob PC- oder STB-basiert oder über mobile Endgeräte).
- PC-basiertes IPTV: Nach Schätzungen aus dem Jahr 2004 sollten bis 2010 fast 17 Millionen Breitband-Anschlüsse verkauft werden.[22] Dies wurde bereits übertroffen: Der Verband der Anbieter von Telekommunikations- und Mehrwertdiensten schätzte 2007, dass bis Ende 2007 in Deutschland 19,1 Millionen DSL-Anschlüsse geschaltet sind.[23] Damit ist eine signifikante Zielgruppe potentieller Nutzer von PC-basierten IPTV-Angeboten bereits jetzt erreichbar. Laut einer repräsentativen Umfrage des Meinungsforschungsinstituts Forsa nutzt jeder zweite Internetnutzer (49 %, ca. 25 Millionen Bundesbürger) entsprechende IPTV-Angebote. Dominant kurze Videoclips und Webfernsehinhalte, während Langformate mit fernsehähnlichem Charakter noch in der Nutzung unterrepräsentiert sind.[24]
- STB-basiertes IPTV: Für den deutschen Markt sind derzeit (Stand: September 2007) keine offiziellen Abonnentenzahlen bekannt. Im Jahr 2006 gab es weltweit 3,6 Mio. IPTV-Abonnenten, davon 2,4 Mio. in Westeuropa. Marktforscher gehen davon aus,[25] dass 2010 mehr als 1,3 Mio. deutsche Haushalte Fernsehen auch über IPTV-Set-Top-Boxen empfangen werden. Die Anzahl der IPTV Kunden der Deutschen Telekom 2007 war nach eigenen Angaben nur im fünfstelligen Bereich,[26] im Januar 2008 wurden dann 116.000 IPTV von der Deutschen Telekom gemeldet.[27] Anfang 2015 meldete der Konzern bereits über 2,4 Millionen IPTV-Kunden (Entertain)[28].
- Mobiles IPTV: Nach einer Studie des Bundesverbandes Informationswirtschaft, Telekommunikation und neue Medien waren im Jahre 2006 mehr als 6,5 Millionen Handys UMTS-fähig. Im Jahre 2010 wird eine UMTS-Abonnentenzahl von knapp 9 Millionen erwartet (siehe Mobiles Fernsehen).

### IPTV-Spartensender gegen Rundfunk-Fernsehsender
Experten gehen davon aus, dass IPTV eine ähnliche Veränderung des Fernsehmarktes verursachen wird, wie sie Anfang des Jahrtausends schon die Musikindustrie durchleben musste. Dabei wird prognostiziert, dass kleine (Genre-, Sparten- und Nischen-)Sender zusammen deutliche Marktanteile auf Kosten der etablierten (Mainstream-)Sender gewinnen werden. Aggregatoren, die Kleinstproduktionen sammeln, versuchen, diese Spartenprogramme und Spartenbeiträge zu bündeln und zu vermarkten. Sie stellen ebenfalls eine starke Konkurrenz zu den etablierten Fernsehsendern dar. Der Markt wird sich also zusehends diversifizieren und sich der Werbegesamtetat auf immer mehr IPTV- und Rundfunksender und -beiträge verteilen müssen. Etablierte Sender versuchen, dieser Entwicklung mit eigenen IPTV-Auftritten und Beteiligungen an Aggregatoren zu begegnen. Der Verdrängungsprozess läuft aber über Internetfernsehen und IPTV, da Nutzer den Unterschied selbst nicht erkennen. WEBTV, IPTV und Internetfernsehen wird dabei als Synonym verstanden, Fernsehen über das Internet auf dem PC zu empfangen. Auch die Das Erste: Mediathek oder ZDFmediathek unterscheiden die Begriffe nicht, sondern geben den Nutzern lediglich Menues an die Hand, Bewegtbilder über verschiedene Sparten/Sendungen sehen zu können. Erfahrene Internet-Fernseh-Nutzer wechseln zum qualitativ hochwertigerem IPTV, wenn die Bandbreite des browserbasierten Internetfernsehens nicht ausreicht. Dabei werden immer mehr Nischen, Rügen.TV, Venture.TV Hunde.TV zu großen Kanälen. So betreibt mittlerweile jeder Fußball-Bundesligaverein sowie viele weitere kleinere Fußballvereine ein eigenes IPTV-Angebot. Die Masse der kleinen Anbieter vergrößert sich und bindet so ihre webbasierten Communities.
Am Anfang des Jahres 2007 fanden bereits erste große Verdrängungsprozesse statt.

### Internetdienstanbieter gegen Rundfunknetzbetreiber
Mit der Möglichkeit, IPTV zu betreiben, treten Internetdienstanbieter in direkte Konkurrenz zu Fernsehrundfunkbetreibern. Insbesondere Satelliten- und Kabelnetzbetreiber versuchen mit zusätzlichen interaktiven Angeboten, diesen Trend aufzuhalten.
Einige Internetdienstanbieter erwerben Rechte zur Ausstrahlung von Fernsehinhalten und greifen somit direkt in den Markt der Fernsehsender ein.
Internetdienstanbieter (meist im Verbund einer Telefongesellschaft) können dem Kunden nun die wichtigsten elektronischen Kommunikationsmedien in einem Paket anbieten (Telefonie, Internetzugang, Fernsehen (Triple Play) und zusätzlich Mobiltelefonie (Quadruple Play)).

### Einige IPTV-relevante Marktzahlen
|                                         | 2004     | 2005      | 2006     | 2007 *    | 2008 *    | 2009 *        | 2010 *           |
| --------------------------------------- | -------- | --------- | -------- | --------- | --------- | ------------- | ---------------- |
| PC-basiertes Internetfernsehen          |          |           |          |           |           |               |                  |
| DSL-Abonnenten in Deutschland           | 7,9 Mio. | 10,3 Mio. |          | 15,6 Mio. |           |               | 21 Mio.          |
| DSL-Abonnenten in Europa                |          | 39 Mio.   |          |           |           |               | 107 Mio.         |
| DSL-Abonnenten weltweit                 | 107 Mio. | 150       |          |           |           |               |                  |
| Set-Top-Box-basiertes Internetfernsehen |          |           |          |           |           |               |                  |
| STB-Abonnenten in Deutschland           |          | 47.000    | 100.000  |           |           |               | 1,3 (l)–2,8 Mio. |
| STB-Abonnenten in Europa                | 0,7 Mio. | 1,6 Mio.  | 3,3 Mio. | 6,3 Mio.  | 10,0 Mio. | 8,7–13,6 Mio. | 16,7 Mio.        |
| STB-Abonnenten weltweit                 |          | 3,2 Mio.  | 6,4 Mio. | 13,3 Mio. | 24,7 Mio. | 36,3 Mio.     | 25 (i)–48,8 Mio. |
| mobiles Internetfernsehen               |          |           |          |           |           |               |                  |
| UMTS-Abonnenten in Deutschland          |          | 2,3 Mio.  | 6,5 Mio. | 10,7 Mio. |           |               |                  |
| UMTS-Abonnenten in Europa               |          |           |          |           |           |               | 200 Mio.         |
| UMTS-Abonnenten weltweit                |          |           |          |           |           |               | 1.000 Mio.       |
| Internetfernsehsendungen                |          |           |          |           |           |               |                  |
| Deutsche Sendungen im Internetfernsehen |          |           |          | knapp 200 |           | über 900      |                  |
| Europäisches Internetfernsehen          |          |           |          |           |           |               |                  |
| Weltweites Internetfernsehen            |          |           |          | gut 3.000 |           | über 10.000   |                  |

## Spezielle Einsatzgebiete für IPTV
Neben dem klassischen Einsatz von IPTV im geschlossenen Breitbandnetz für die regionale Versorgung von Endkunden bietet sich diese Lösung für eine Reihe von speziellen Einsatzgebieten an. Zu diesen Einsatzgebieten zählen Bereiche, welche erhöhte Anforderungen an das Übertragungsmedium bezüglich Störfestigkeit stellen oder komfortable Funktionen nutzen möchten, welche durch eine herkömmliche Signalverteilung nicht realisiert werden können.

## IPTV-Anbieter

### Deutschland
- Zattoo
- Exaring AG
- Deutsche Telekom: MagentaTV
- 1&1 Internet
- Vodafone
- Sky Deutschland
- o2 Telefónica Germany (vormals Hansenet Alice TV; Vermarktung im April 2012 eingestellt,[56] Dienst endete 2013[57]) seit 2019: o2 TV powered by waipu.tv
- Deutsche Glasfaser
- M-net
- NetAachen
- NetCologne
- waipu.tv

### Österreich
- A1 Kabel TV
- Kabelplus
- Joyn Österreich
- Drei TV

### Schweiz
- Quickline
- Teleboy
- Wilmaa
- Zattoo
- green.ch
- Salt
- Sunrise Communications
- Swisscom
- init7.ch
- Zappn, TV-Sender der ProSiebenSat.1-Media-Gruppe

### Luxemburg
- Post Luxembourg
- Tango
- Orange Luxembourg